# Lasioglossum sturti
Lasioglossum sturti is een vliesvleugelig insect uit de familie Halictidae. De wetenschappelijke naam van de soort is voor het eerst geldig gepubliceerd in 1906 door Cockerell.